# کاتارینا نیپرتچ

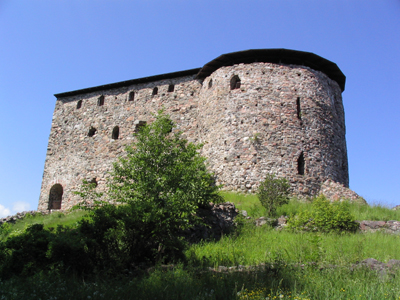
قلعه راسه‌پوری

کاتارینا نیپِرتچ (متوفی ۱۴۸۷) یک نجیب‌زاده سوئدی و صاحب قلعه راسه‌پوری، سوئد (فنلاند فعلی) بود.

## پیشینه
کاترینا با ایوار اکسلسون تیللیله، مالک راسه‌پوری ازدواج کرد. پس از مرگ شوهرش در سال ۱۴۸۳، او کنترل قلعه و املاک مرتبط به آن را را به دست گرفت. در سال ۱۴۸۷، نایب السلطنه استن استور کبیر، رئیس جدیدی را برای راسه‌پوری منصوب کرد و نیروهایی را برای تصرف قلعه فرستاد، کاترینا ابتدا حاضر به سازش نشد و چند هفته در مقابل این نیروها از قلعه دفاع کرد. دختر او مارگارت لورندوتر توت با کریستین بنگتسون ازدواج کرد که یکی از قربانیان حمام خون استکهلم در نوامبر ۱۵۲۰ بود.